# Серафим Роуз
Йеромонах Серафим Роуз (с рождено име Юджийн Роуз) е православен духовник от САЩ.

## Биография
Юджийн Дениз Роуз е роден на 12 август 1934 г., град Сан Диего, Калифорния в семейството на Франк и Естер Роуз. Има по-голям брат Франклин Младши и по-голяма сестра Айлийн. На 14-годишна възраст Юджийн приема кръщение при методистите, но по-късно отхвърля християнството и става атеист.
През 1952 г. Юджийн завършва гимназията в Сан Диего. Есента влиза в колежа „Помона“, Южна Калифорния. През втората година от следването си в колежа Юджийн посещава лекция на английския философа Алън Уотс, която отваря интереса му към дзенбудизма. 1955 г., докато още е студент в Помона, Юджийн участва в лятно училище на Американската академия за азиатски изследвания в Сан Франциско. Записва се в курс, преподаван от Уотс, който е и ръководител на академията. В добавка към часовете Уотс, Юджийн и още трима практикували дзен медитация веднъж седмично.
Роуз завършва с отличие „Помона“ през 1956 г. и се записва като редовен студент в Академията за азиатски изследвания. Там се приобщава към бохемската противокултура на 50-те и се потопява в източните религии и философии. Под ръководството на даоисткия учен Джъ-мин Сие, Юджийн започва да изучава китайска философия. Съквартирант на Роуз по това време е Джон, който е приел православното християнство. По препоръки на Джон, двамата отиват на православно богослужение в Руската задгранична православна църква „Всех скорбящих радост“ в Сан Франциско.
През есента на 1957 г. Юджийн се записва в Калифорнийския университет – Бъркли, за да довърши магистарската си степен по източни езици, като не прекъсва сътрудничеството си с Джъ-мин. По време на следването си Роуз приема християнството. На 12/25 февруари 1962 година приема Свето Кръшение в Православната Църква, като получава името Евгений. След няколко години завършва с отличие боголовското училище в Сан Франциско, основано от архиепископ Йоан Максимович.
През 1967 г. Юджийн, заедно със своя приятел Глеб купуват земя близо до град Платина, Калифорния. Там построяват манастир и му дават името „Св. Герман Аляскински“. На 14/27 октомври двамата послушници са постригани в монашество - Юджийн получава името Серафим, а Глеб - Герман. 1977 г. Серафим е ръкоположен за йеромонах от епископ Нектарий.
На 2 септември 1982 почива в Платина.